# Paranandra keyensis
Paranandra keyensis là một loài bọ cánh cứng trong họ Cerambycidae.